# Amedeo Amadei
Amedeo Amadei, född 26 juli 1921 i Frascati i Lazio, död 24 november 2013 i Frascati, var en italiensk fotbollsspelare. Han var en klassisk centertank som spelade i AS Roma på 1940-talet och är en av tre spelare som har gjort mer än 100 mål för klubben. Amadei gjorde även 13 landskamper för Italien och deltog i Fotbolls-VM 1950.